# Церковь Святого Николая (Саратога)
Церковь Святого Николая (англ. Saint Nicholas Church), или Православная церковь Святого Николая (англ. Saint Nicholas Orthodox Church) — православный храм Тихоокеанского Центрального благочиния Западно-Американской епархии Православной церкви в Америке в городе Саратога в штате Калифорния. Богослужения проводятся на английском языке.
Приход был основан в мае 1951 года группой иммигрантов из Восточной Европы. В декабре 1952 года приход приобрел землю под строительство церкви. В июле 1954 года прихожане провели сбор средств на строительство храма на вилле Монтальво. В декабре 1954 года новый храм был освящён Иоанном (Шаховским), епископом Сан-Франциско. В следующем году при приходе было основано Братство святителя Николая, усилиями которого в 1956 году был построен дом причта. В июле 1957 и августе 1959 года приход посетил митрополит Леонтий (Туркевич).